# Planalto do Mato Grosso
O Planalto do Mato Grosso ou planalto Mato-Grossense é um planalto no centro do Brasil e que ocupa a maior parte do estado de Mato Grosso. Contém principalmente savanas e bosques. É um antigo planalto erosional, com cerca de 600 metros de altitude média,  e que se estende desde a fronteira do estado de Goiás, a oeste, até à Serra dos Parecis, que fica perto da fronteira boliviana. A sul, dá lugar às planícies de enchente do Pantanal. O planalto é uma das 
O planalto é o lar de povos indígenas como os Xavantes.